# Дітріх Шенебом
Дітріх Шенебом (нім. Dietrich Schöneboom; 4 грудня 1917 — 21 жовтня 1943) — німецький офіцер-підводник, оберлейтенант-цур-зее крігсмаріне. Кавалер Лицарського хреста Залізного хреста.

## Біографія
3 квітня 1937 року вступив на флот. Служив на кораблях супроводу F-10 та F-6, на яких брав участь в операціях у Північному морі, потім командував тральщиком R-152. У вересні 1941 переведений в підводний флот, служив вахтовим офіцером на підводному човні U-205. З 18 серпня по 14 грудня 1942 року — командир U-58, з 15 грудня 1942 року — U-431 (Тип VII-C), на якому здійснив 6 походів (провівши в морі загалом 135 днів) у Середземне море. 21 жовтня 1943 року човен Шенебома був потоплений глибинними бомбами, скинутими з британського бомбардувальника «Веллінгтон». Всі 52 члени екіпажу загинули.
Всього за час бойових дій потопив 4 кораблі загальною водотоннажністю 265 тонн (за непідтвердженими даними — 5 кораблів загальною водотоннажністю 6680 тонн).
| Дата          | Назва корабля  | Тип        | Тоннаж | Вантаж            | Екіпаж | Загинули | Країна |
| ------------- | -------------- | ---------- | ------ | ----------------- | ------ | -------- | ------ |
| 23 січня 1943 | Alexandria     | Вітрильник | 100    |                   | ?      | ?        | Єгипет |
| 25 січня 1943 | Mouyassar      | Вітрильник | 47     | 98 тонн вугілля   | ?      | 0        | Сирія  |
| 25 січня 1943 | Omar el Kattab | Вітрильник | 38     | Військові припаси | ?      | 0        | Сирія  |
| 26 січня 1943 | Hassan         | Вітрильник | 80     | Військові припаси | ?      | 0        | Сирія  |

## Звання
- Кандидат в офіцери (3 квітня 1937)
- Морський кадет (21 вересня 1937)
- Фенріх-цур-зее (1 травня 1938)
- Оберфенріх-цур-зее (1 липня 1939)
- Лейтенант-цур-зее (1 серпня 1939)
- Оберлейтенант-цур-зее (1 вересня 1941)

## Нагороди
- Залізний хрест
  - 2-го класу
  - 1-го класу (1 серпня 1941)
- Нагрудний знак підводника (12 лютого 1943)
- Бронзова медаль «За військову доблесть» (Італія) (10 серпня 1943)
- Лицарський хрест Залізного хреста (20 жовтня 1943)